# Bobirjon Omonov
Bobirjon Omonov (Andijon, 11 de octubre de 2000) es un deportista uzbeko que compite en atletismo adaptado. Ganó dos medallas en los Juegos Paralímpicos de Verano, oro en Tokio 2020 y oro en París 2024.

## Palmarés internacional
| Juegos Paralímpicos | Juegos Paralímpicos | Juegos Paralímpicos | Juegos Paralímpicos |
| Año                 | Lugar               | Medalla             | Prueba              |
| ------------------- | ------------------- | ------------------- | ------------------- |
| 2020                | Tokio (Japón)       | Medalla de oro      | Peso F41            |
| 2024                | París (Francia)     | Medalla de oro      | Peso F41            |